# Stolonica sigma
Stolonica sigma är en sjöpungsart som först beskrevs av Takasi Tokioka 1952.  Stolonica sigma ingår i släktet Stolonica och familjen Styelidae. Inga underarter finns listade i Catalogue of Life.